# Xenòfil (militar macedoni)
Xenòfil (grec antic: Ξενόφιλος, Xenophilus) fou un oficial macedoni.
Xenòfil tenia el comandament de la ciutadella de Susa, i era l'encarregat dels tresors reials en el temps en què Antígon el Borni va marxar contra la ciutat; va mantenir la posició per un temps lluitant valentament, però finalment es va haver de sotmetre a Antígon.